# Östra Eds församling
Östra Eds församling var en församling i Linköpings stift inom Svenska kyrkan i Valdemarsviks kommun. Församlingen uppgick 1 januari 2010 i Valdemarsviks församling. 
Församlingskyrka var Östra Eds kyrka.

## Administrativ historik
Församlingen bildades 1619 genom en utbrytning ur Västra Eds församling under namnet Eds kapellförsamling (som behölls till 1884). Församlingen uppgick 1 januari 2010 i Valdemarsviks församling.
Församlingskoden var 056306.

### Pastorat
- 1619 till 1 januari 1972: Annexförsamling i pastoratet Västra Ed och Östra Ed.[1]
- 1 januari 1972 till 1 januari 2006: Annexförsamling i pastoratet Tryserum och Östra Ed.[1]
- 1 januari 2006 till 1 januari 2010: Annexförsamling i pastoratet Valdemarsvik, Gryt, Tryserum och Östra Ed.[1]

## Komministrar
| Ämbetstid | Namn                           | Levnadstid | Övrigt                                      |
| --------- | ------------------------------ | ---------- | ------------------------------------------- |
|           | Mathias                        |            |                                             |
|           | Magnus Petri                   |            |                                             |
|           | Carolus                        |            |                                             |
|           | Samuel                         |            |                                             |
|           | Nicolaus Sunonis Wandelius     |            |                                             |
|           | Benedictus Julinus             |            |                                             |
| 1694–1703 | Canutus Alfving                | 1655–1730  | Senare kyrkoherde i Björkebergs församling. |
| 1703–1719 | Nicolaus Nicolai Vigius        | 1674–1733  |                                             |
| 1720–     | Petrus Lorin                   |            |                                             |
| 1732-1741 | Ulricus Gråsten                | –1741      |                                             |
| 1741–1774 | Laurentius Philippus Aronander | 1712–1774  |                                             |
| 1775–1805 | Nils Forling                   | 1727–1805  |                                             |

## Klockare och organister
| Ämbetstid | Namn                | Levnadstid | Övrigt                            |
| --------- | ------------------- | ---------- | --------------------------------- |
| 1751–1783 | Måns Andersson      |            | Klockare                          |
| 1785      | Carl Edstrand       |            | Klockare                          |
| 1785–1814 | Johan Nordström     | 1746–      | Organist (från 1790) och klockare |
| 1815–1859 | Mathias Welin       | 1790–1859  | Organist och klockare             |
| 1842–1849 | Anders Kjellander   | 1820–1849  | Organist (Vikarie)                |
| 1850–1898 | Karl August Källman | 1824–      | Organist (Vikarie 1850–1859)      |